# Alex Kiprotich
Alex Kiprotich, né le 10 octobre 1994, est un athlète kényan, spécialiste du lancer du javelot.

## Biographie
Il remporte la médaille de bronze des championnats d'Afrique 2016, à Durban , avec un lancer à 74,08 m.

### Palmarès
| Date | Compétition                    | Lieu        | Résultat | Épreuve           | Temps   |
| ---- | ------------------------------ | ----------- | -------- | ----------------- | ------- |
| 2013 | Championnats d'Afrique juniors | Bambous     | 1er      | Lancer du javelot | 71,43 m |
| 2014 | Championnats d'Afrique         | Marrakech   | 7e       | Lancer du javelot | 72,43 m |
| 2015 | Jeux africains                 | Brazzaville | 4e       | Lancer du javelot | 76,34 m |
| 2016 | Championnats d'Afrique         | Durban      | 3e       | Lancer du javelot | 74,08 m |
| 2018 | Championnats d'Afrique         | Asaba       | 5e       | Lancer du javelot | 73,47 m |
| 2019 | Jeux africains                 | Rabat       | 2e       | Lancer du javelot | 77,50 m |

### Records
| Épreuve           | Performance | Lieu    | Date        |
| ----------------- | ----------- | ------- | ----------- |
| Lancer du javelot | 78,84 m     | Eldoret | 23 mai 2015 |